# Дальзаводське
Дальзаводське (рос. Дальзаводское) — село в Хорольському районі Приморського краю Росії. Входить до складу Ярославського міського поселення.

## Населення
Чисельність населення за роками:
| 2002 | 2010 |
| ---- | ---- |
| 317  | 234  |

За даними перепису населення 2010 року на території села проживало 234 особи. Частка чоловіків у населенні складала 48,7% або 114 осіб, жінок — 51,3% або 120 осіб. Національний склад станом на 2002 рік: росіяни — 86% або 271 особа, українці — 10% або 30 осіб.